# 贾雨村
贾雨村，中國古典名著《红楼梦》中的提纲式人物，以諧音“假语存焉”提醒读者，统率全文。名化（話），字时飞（實非），别号雨村，湖州（胡謅）人氏。他生得腰圆背厚，面阔口方，剑眉星眼，直鼻方腮。出身仕宦人家，但祖宗根基已尽，人口衰丧。想进京求取功名，无奈没有盤纏，只得暂寄姑苏城裡的葫芦庙，以卖文作字为生。後得甄士隐相助，上路考取进士，為“大如州”知府。但不久後因贪酷徇私被革职，至林如海家做家塾教师。其為林黛玉的啟蒙先生。黛玉喪母後，经林如海举荐，在贾政的帮助下官复原职，任金陵应天府知府。其在薛蟠打死冯渊一案徇私枉法，胡乱判案。後来贾府被参，贾雨村落井下石，贾府终被抄家。最後被削职为民。

## 对联
贾雨村在得到甄士隐资助入京赶考之前，曾吟对联曰：“玉在匮中求善价，钗于奁内待时飞。”

## 好了歌脂批
《好了歌》有两句歌词和脂批：
绿纱今又糊在蓬窗上。【甲戌侧批：雨村等一干新荣暴发之家。甲戌眉批：先说场面，忽新忽败，忽丽忽朽，已见得反复不了。】
因嫌纱帽小，致使锁枷杠，【甲戌侧批：贾赦、雨村一干人。】

## 婚姻
- 娇杏